# Russo do Pandeiro
Antônio Cardoso Martins, conhecido como Russo do Pandeiro (São Paulo, 29 de janeiro de 1913 – Rio de Janeiro, 16 de maio de 1985) foi um compositor e percussionista brasileiro. Compôs diversas marchas e sambas para os principais artistas das décadas de 1930 e 1940. Fez carreira no exterior, tendo tocado nos Estados Unidos ao lado de Carmen Miranda.

## Biografia
Nasceu em São Paulo, no bairro do Brás, mas foi criado no Rio de Janeiro, onde teve contato com escolas de samba como a Deixa Falar e a Para o Ano Sai Melhor. Começou a tocar pandeiro em 1929. Em 1935 compôs o samba Criança, toma juízo, em parceria com Benedito Lacerda, que foi gravado por Almirante, fazendo bastante sucesso no carnaval daquele ano. Também atuou no filme Alô Alô Brasil.
Passou pelas principais emissoras de rádio da época, como a Philips, Guanabara e Mayrink Veiga.
Em 1936, compôs as músicas Esqueci de Sorrir e A Vida é Assim, ambas com Mário Moraes — a primeira foi cantada por Carmen Miranda. Outra música de destaque foi Roda do Samba, gravada por Castro Barbosa. Da voz de Sílvio Caldas veio a canção Era Ela, composta por Russo junto com Peterpan.
Russo do Pandeiro compôs, em 1939, a música Em Cima da Hora ao lado de Walfrido Silva, sendo interpretada por João Petra de Barros. Outra música cantada por João Petra de Barros foi a marcha Olha Ela!, composta por Russo ao lado de Peterpan.
Em 1941, Linda Batista lançou o samba Batuque no Morro, composição de Russo do Pandeiro e Sá Róris.
Russo do Pandeiro excursionou nos Estados Unidos ao lado de Carmen Miranda durante a década de 1940, tendo sido contratado para tocar no Copacabana Night Club, em Nova York. Esteve no filme Copacabana, lançado em 1947. Também participou do filme A Caminho do Rio.
Em 1953, compôs Você esteve com meu Bem, em parceria com João Gilberto, sendo cantada por Marisa. Reduziu as atividades artísticas na década de 1950, quando tornou-se funcionário público. Em 1960, participou de um espetáculo montado por Carlos Machado em Nova York.
Russo do Pandeiro foi homenageado pela escola de samba X-9 Paulistana em 1980, com o enredo Pandeiro Maravilhoso - Russo do Pandeiro.

Foi um dos fundadores da Ordem dos Músicos do Brasil. Morreu no dia 16 de maio de 1985, aos 72 anos. Passou os últimos anos na Ilha do Governador, no Rio de Janeiro, onde vivia com seus quatro filhos e oito netos.